# Communauté rurale de Ngathie Naoudé
La commune de Ngathie Naoudé est une communauté du Sénégal située à l'ouest du pays. 
Elle fait partie de la région de Kaolack.

## Géographie
La commune est limitée au sud par le fleuve Saloum.
| Guinguinéo  | Ndiago         |  |
| Mbadakhoune | Ngathie Naoudé |  |
|             | fleuve Saloum  |  |

## Histoire
Ngathie Naoudé est une ancienne communauté rurale érigée en commune par la loi du 28 décembre 2013.

## Villages
La communauté rurale est constituée de 22 villages : 
1. Daga Daour
2. Daga Diakhaté
3. Daga Mignane 1
4. Daga Mignane 2
5. Dangara
6. Darou Diaw
7. Darou Diène
8. Darou Nahim
9. Keur Cheikh Ibra Fall
10. Kirpa wolof
11. Mbafaye
12. Mbenguène
13. Ngathie Bofèle
14. Ngathie Keur Oldy
15. Ngathie Naoudé
16. Ngathie Narga
17. Ngathie Ndiassane
18. Ngathie Peul
19. Ngolloum 1
20. Ngolloum 2
21. Ngolloum 3
22. Tewrou Mbaye